# 美麗笠藤壺
美麗笠藤壺（学名：Tetraclita japonica formosana）为笠藤壺科笠藤壺屬下的一个种。

## 扩展阅读
- 維基物種上的相關：美麗笠藤壺